# (100324) 1995 OH3
(100324) 1995 OH3 es un asteroide perteneciente al cinturón de asteroides, descubierto el 22 de julio de 1995 por el equipo del Spacewatch desde el Observatorio Nacional de Kitt Peak, Arizona, Estados Unidos.

## Designación y nombre
Designado provisionalmente como 1995 OH3.

## Características orbitales
1995 OH3 está situado a una distancia media del Sol de 2,247 ua, pudiendo alejarse hasta 2,621 ua y acercarse hasta 1,873 ua. Su excentricidad es 0,166 y la inclinación orbital 5,655 grados. Emplea 1230 días en completar una órbita alrededor del Sol.

## Características físicas
La magnitud absoluta de 1995 OH3 es 16,4.